# Victorio Pescio Vargas
Ángel Victorio Pescio Vargas (Tacna, Chile en 1902 - Viña del Mar, 1968) fue un abogado y jurista chileno.

## Biografía
Formado en el Curso Fiscal de Leyes de Valparaíso y discípulo del eminente maestro de Derecho civil Rafael Luis Barahona, Victorio Pescio es una de las personalidades más relevantes de la historia de la Escuela de Derecho de la Universidad de Chile en Valparaíso, de la que es continuadora la actual Escuela de Derecho de la Universidad de Valparaíso. 
Pescio se desempeñó como Director de aquella entre los años 1936 y 1964; su labor docente se extendió por 35 años. A su extraordinaria capacidad de trabajo debemos el bello edificio de la calle Errázuriz que alberga, desde 1950, a la carrera de Derecho. Carlos León Alvarado recuerda con admiración, en una de sus crónicas, que arrastró a la empresa de construirlo a todos los parlamentarios de la zona, consiguiendo en primer lugar que no le costara un solo peso a la Universidad de Chile o a la ciudad de Valparaíso. Una vez conseguido el terreno contrató ingenieros, técnicos y especialistas. Se transformó en una verdadera plaga en la Aduana, tramitando pólizas y manifiestos para los artículos importados: réplicas en mármol de estatuas famosas griegas y romanas. Concurría – agrega León - con la persistencia de un mormón a la Municipalidad e Impuestos Internos para conseguir rebajas y exenciones. Dotó a la nueva sede de jardines, piscina, aulas, biblioteca, salas de conferencia, imprenta, y hasta una emisora de radio que durante largo tiempo funcionó en este Edificio.  
Pero no sólo legó un edificio, durante su gestión la Sede Valparaíso de la Universidad de Chile pasó de ser una institución que sólo se proyectaba en el medio local con un nivel estimable de docencia a una Casa Universitaria con catedráticos que brillaban no sólo en Chile, sino más allá de nuestras fronteras, que producía investigación y extensión de calidad y que recibió destacados juristas de distintos lugares del mundo.
Las clases de Derecho civil que impartía eran famosas en Valparaíso y en el resto del país. Su voz melosa, aterciopelada y un tanto nasal dibujaba la institución de modo tal que a sus estudiantes les parecía estarla viendo. Tenía, según señala Antonio Pedrals, un manejo caudaloso y casi desesperante de la ley positiva y de la jurisprudencia.
Ejerció intensamente la abogacía, principalmente en materias civiles y algunas de sus actuaciones están recogidas en folletos, como las defensas del Hospital de Caridad de Quillota y del Alcalde de Viña del Mar Dr. Eduardo Grove, de 1942 y 1945, respectivamente.

## Publicaciones
Publicó, entre otros estudios, cinco manuales que por el rigor y profundidad con que fueron escritos merecen la denominación de tratados y son todavía parte de la bibliografía de muchos programas de Derecho Civil en distintas Escuelas de Derecho del país . Estas obras son: Título preliminar del Código Civil; Teoría General de los actos jurídicos y Teoría General de la Prueba; De las personas, de los bienes y de la propiedad; De la copropiedad, de la propiedad horizontal, de la posesión; Derechos reales desmembrados del dominio.